# Steven Mouyokolo
Steven Stefan Fabrice Mouyokolo (ur. 24 stycznia 1987) – francuski piłkarz grający na pozycji obrońcy. W swojej karierze rozegrał 25 spotkań i zdobył 1 bramkę w Premier League.